# Wapen van Finland

Wapen van Finland

Het wapen van Finland werd verleend na de begrafenis van koning Gustaaf I van Zweden in 1560, toen Finland nog binnen het Zweedse koninkrijk viel, en is sindsdien het Finse wapen gebleven. Het was ook in gebruik toen Finland onder de Russische tsaar het Grootvorstendom Finland vormde (1809-1917).
Het wapen toont een gekroonde leeuw te midden van negen rozen. Men neemt aan dat de leeuw afkomstig is uit het wapen van het Huis Folkung. De leeuw draagt het zwaard van Karelië met aan zijn voeten een kromsabel die waarschijnlijk de positie van Rusland symboliseert. In de tijd dat het wapen verleend werd, waren Zweden en Rusland vaak met elkaar in oorlog. Beide gevechtswapens komen ook voor op het wapen van Karelië. Het Finse wapen staat op de staats- en de oorlogsversie van de vlag van Finland.

Wapen van Grootsvorstendom Finland
Wapen van Finland onder keizerlijk Rusland

Albanië · Andorra · Azerbeidzjan · België · Bosnië en Herzegovina · Bulgarije · Denemarken · Duitsland · Estland · Finland · Frankrijk · Georgië · Griekenland · Hongarije · Ierland · IJsland · Italië · Kosovo · Kroatië · Letland · Liechtenstein · Litouwen · Luxemburg · Malta · Moldavië · Monaco · Montenegro · Nederland · Noord-Macedonië · Noorwegen · Oekraïne · Oostenrijk · Polen · Portugal · Roemenië · Rusland · San Marino · Servië · Slovenië · Slowakije · Spanje · Transnistrië · Tsjechië · Turkije · Vaticaanstad · Verenigd Koninkrijk · Wit-Rusland · Zweden · Zwitserland

Afhankelijke gebieden: Åland · Faeröer · Gibraltar · Guernsey · Jersey · Man

Betwiste gebieden: Abchazië · Adzjarië